# جوان دينيسي لي
جوان دينيسي لي (1952 - ) (بالإنجليزية: Joan Lee)‏ هي لاعبة كريكت بريطانية.

## وصلات خارجية
- جوان دينيسي لي على موقع إي آس بي آن كريك إنفو (الإنجليزية)